# Batrachoides waltersi
Batrachoides waltersi is een  straalvinnige vissensoort uit de familie van kikvorsvissen (Batrachoididae). De wetenschappelijke naam van de soort is voor het eerst geldig gepubliceerd in 1981 door Collette & Russo.
De soort staat op de Rode Lijst van de IUCN als niet bedreigd, beoordelingsjaar 2007.